# فیلم عاشقانه

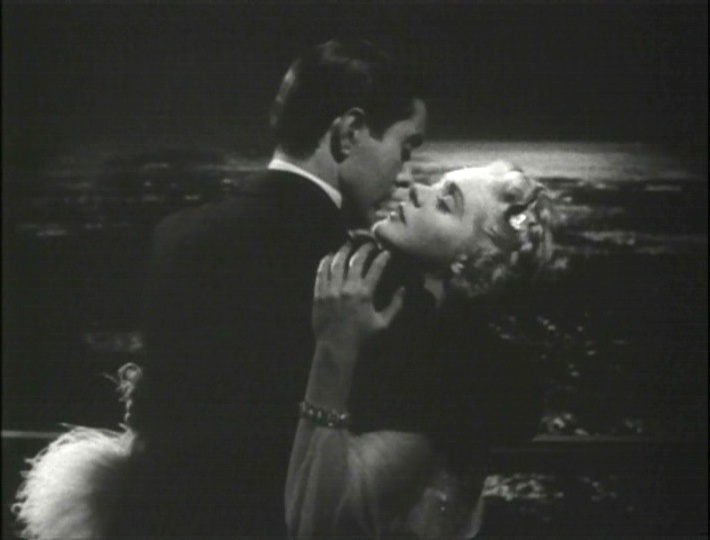
تایرون پاور، آلیس فی را در فیلم الکساندارز رگ‌تایم بند در آغوش گرفته‌است.

فیلم عاشقانه یا فیلم رُمانتیک فیلمی است که در آن جنبه‌های عاشقانه وجود دارند و مرکزیت فیلم نیز پیرامون همین موضوع است. از آنجا که بسیاری از فیلم‌ها دارای جنبه‌های عاشقانه بین شخصیت‌های فیلم هستند می‌توان هر فیلمی را که در آن طرح مرکزی (به پیروی از داستان) پیرامون محور روابط یا احساسات عاشقانه میان شخصیت‌های اصلی داستان تعریف شده‌است در زمرهٔ فیلم‌های عاشقانه دانست. موضوعات رایج در چنین فیلم‌هایی ممکن است دربارهٔ شخصیت فیلم باشد که با یک جاذبه رمانتیک جدید روبرو می‌شود. در این گونه مواقع اغلب پرسش‌هائی همچون: «برای چه چیزی زندگی می‌کنم؟» یا «چرا من با همسر فعلیم هستم؟» به‌وجود می‌آیند.
جاذبه و احساساتی که در یک فیلم رمانتیک بیان می‌شوند توسط شخصیت‌های فیلم به تصویر کشیده می‌شوند. فهرست زیر شامل چندی از جدیدترین فیلم‌های رمانتیک است. موفق‌ترین فیلم رمانتیک در تاریخ از نظر تجاری، فیلم تایتانیک (۱۹۹۷) بود که بیش ار ۶۵۹ میلیون دلار در ایالات متحده فروش داشت و درآمد جهانی آن بیش از ۲٫۲ میلیارد دلار بود.
یکی دیگر از پیش‌نیازهای این نوع فیلم‌ها پایان خوش (یا دست کم تلخ و شیرین) آن است. بسیاری بر این باورند که هیچ فیلمی با پایان غم‌انگیز نمی‌تواند به درستی به عنوان «فیلم عاشقانه» ثبت شود. با این حال این پیش شرط بسیار اعتراض پذیر است و بسیاری از فیلمنامه‌نویسان و کارگردانان فشارهای مرزی این گونه را مد نظر قرار می‌دهند. این نوع فیلم بسیار بیننده دارد. فیلم‌هایی با ژانر رومانتیک یا عاشقانه بیشترین بیننده را دارند و اکثراً پایان خوش یا ناگوار دارند.

## نام‌های دیگر
واژه «فیلم زنانه» یا «چیک فلیک» (به انگلیسی: Chick Flick) در ایالات متحده از سوی کسانی که با این‌طور فیلم‌ها میانه‌ای ندارند و با قصد خوار شمردن فیلم‌های گونهٔ عاشقانه استفاده می‌شود. این واژه بیشتر به فیلم‌هایی که بینندگان زن بیشتری دارد گفته می‌شود. اگر چه محور بسیاری از فیلمهای رمانتیک زنان هستند اما این واژه مشخصات یک فیلم رمانتیک را معین نمی‌کند و چیک فلیک لزوماً محور اصلی داستان عاشقانه را هدف قرار نمی‌دهد.

## مثال‌ها
- تلفن
- ابرهای پراکنده
- دفترچه خاطرات (فیلم ۲۰۰۴)
- بخت پریشان
- ۱۰ چیزی که از آن متنفرم
- ۲۰۴۶
- نام تو
- عشقی به یادماندنی
- پاییز در نیویورک
- پیاده‌روی به یادماندنی
- پیش از طلوع و ادامه آن پیش از غروب
- ریف اینکانوتر
- کامیل
- کازابلانکا
- شهر فرشتگان
- چانکیگ اکسپرس
- جان عزیز
- دکتر ژیواگو
- درخشش ابدی یک ذهن پاک
- گاردن استیت
- دختری روی پل[۶]
- بر باد رفته[۷]
- گریفین و فینکس
- هوس
- در جایی تنها
- در حال و هوای عشق
- آخرین شانس هاروی
- در واقع عشق
- داستان عشق
- کیت و لئوپولد
- پیام در بطری
- دختر بی‌اعتنای من
- تپه نوتینگ
- پرل هاربر
- غرور و تعصب - ۱۹۴۰
- غرور و تعصب (۱۹۹۵ سریال تلویزیونی)
- غرور و تعصب (فیلم ۲۰۰۳)[۸]
- غرور و تعصب
- پی. اس دوستت دارم
- رندوم هاروست
- رومئو + ژولیت[۹]
- صورت رستگارکننده
- میخ
- ستاره دونده
- همان‌طور که هستی بمان
- طلوع آفتاب: آواز دو انسان
- مرد بی زن
- مبارزه وسوسه
- حیله‌گر
- خانه دریاچه
- شیخ
- همسر مسافر زمان
- تایتانیک
- تریستان و ایزولد
- سرگیجه
- وقتی تو خواب بودی (فیلم)
- جادوگر و مار سفید